# Holešovický ostrov

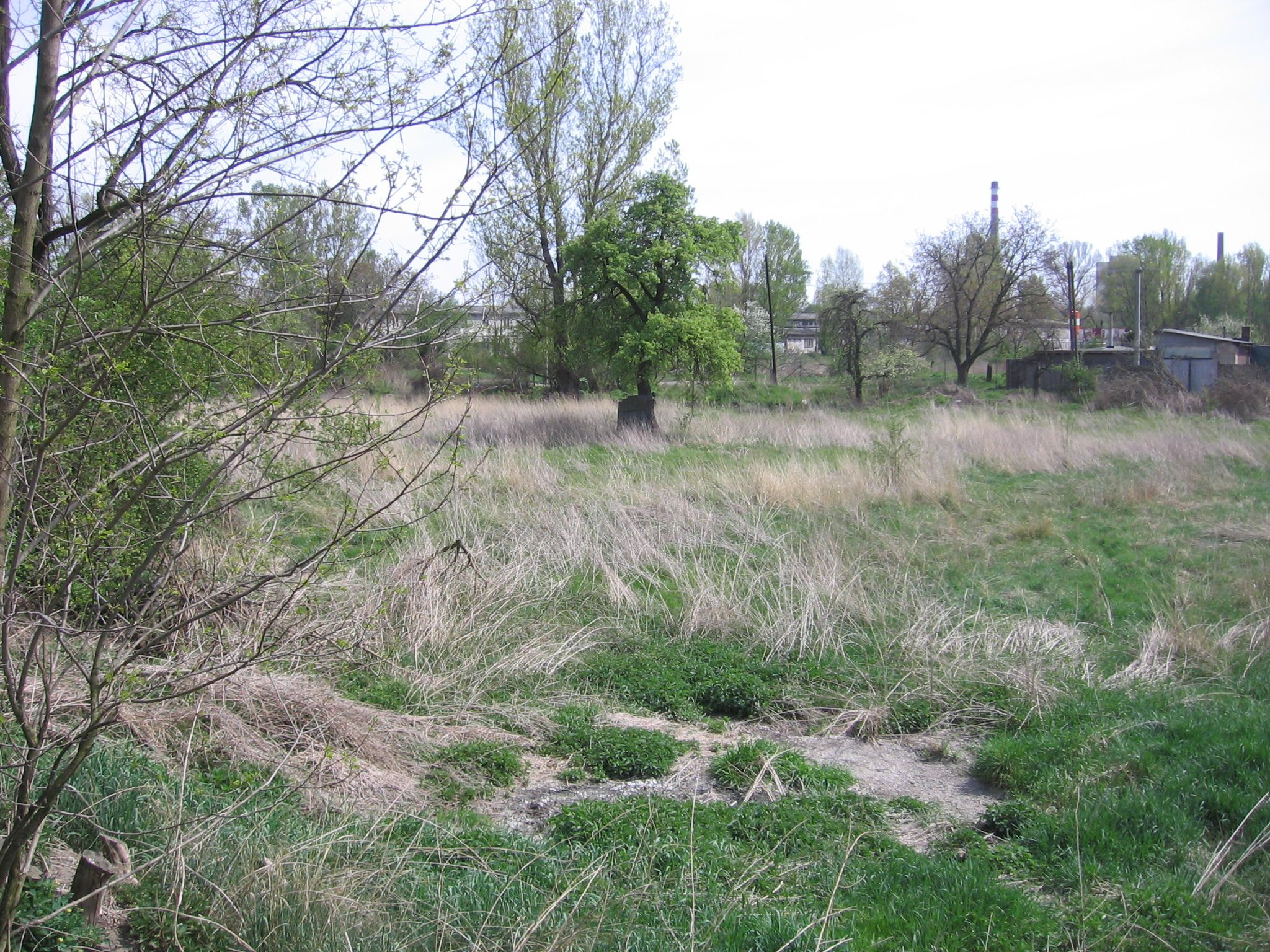
Někdejší koryto říčního ramene

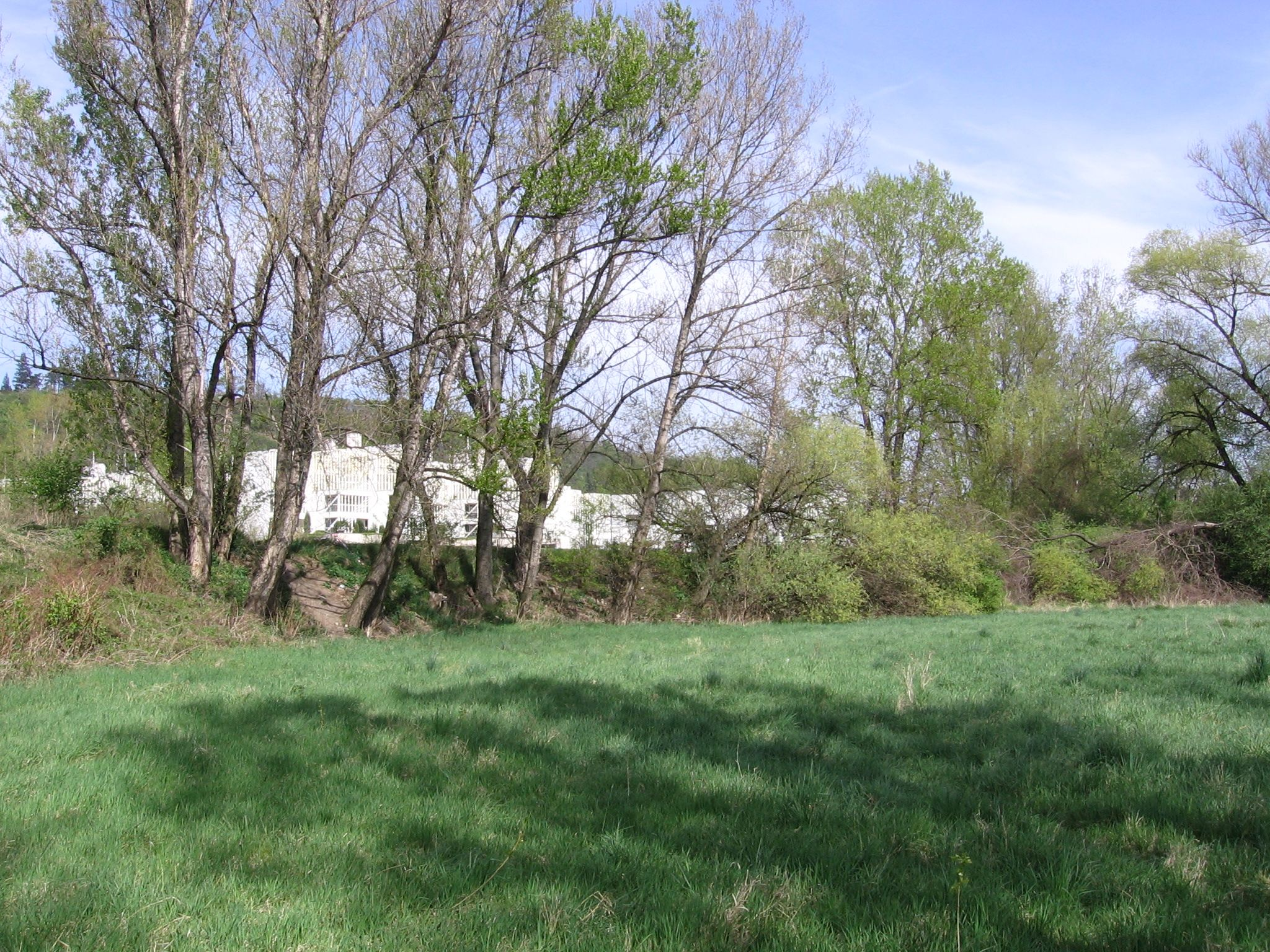
Stromy v místě zaniklého říčního ramene

Holešovický ostrov je bývalý vltavský říční ostrov, nyní náležející převážně k pražskému katastrálnímu území Troja, ale jeho východní část náleží ke katastrálnímu území Libeň, respektive té části Libně, která náleží k městské části Praha 7. Tento bývalý ostrov se nachází severně a severozápadně od čtvrti Holešovice na protějším břehu řeky. Rameno Vltavy zasypané na přelomu 19. a 20. století probíhalo přibližně od oblasti Mostu Barikádníků ve směru ulice Pobřežní k Trojské lávce.

## Historie
Byl to poměrně rozsáhlý ostrov, sahal od Pelc-Tyrolky až k někdejšímu přívozu (dnes lávce) u osady Rybáře a zahrady Trojského zámku. Celý Holešovický ostrov původně náležel ke katastru Holešovic a ke katastrům Troji a Libně byl překatastrován až v letech 1943 a 1944. Oblast Pelc-Tyrolky za dnešním mostem Barikádníků původně patřívala k Holešovicím a nazývala se Malé Holešovice nebo Holešovičky.
Bývalo zde mnoho drobných polí. Při výstavbě trojského zdymadla (1899–1901) byl ostrov spojen s trojským břehem a pravé rameno, které původně vedlo kolem skal Jabloňky, bylo postupně zasypáno. V okolí trojského jezu byl tok Vltavy (bývalé levé rameno) mírně napřímen na úkor bývalého ostrova.

## Současnost
Na místě zasypaného severního ramene vede ulice Povltavská, která dnes již není souvislá, ale rozdělená na několik částí. Na území bývalého ostrova se dnes nacházejí různá sportoviště, například baseballového a softballového klubu SaBaT Praha, objekty zde měl či má Rugby club Slavia Praha, USK Praha, je zde vodácká základna Raft club a hřiště TJ Sokol Troja, u Pelc-Tyrolky jsou tenisové dvorce. V západním cípu ostrova, u bývalé osady Rybáře, je parkoviště po autobusy, tento cíp ostrova je zároveň součástí přírodního parku Drahaň-Troja. Po téměř celé délce ostrova je budován úsek Městského okruhu a zhruba uprostřed je na něm zaústění tunelu Blanka. Ostrov podchází trasa metra C z Holešovic do Kobylis. Z holešovického břehu sem vede nový Trojský most, který nahradil provizorní trojský tramvajový most, na který vedla trať v místech ulice U Vltavy. Stezka pro pěší a cyklisty vedoucí kolem Vltavy dostala název Vodácká, podél ní v úrovni trojského jezu je trojský kanoistický kanál, u něj je budova vodáckého centra s restaurací Loděnice. Téměř po celé délce bývalého ostrova je podél dnešního toku Vltavy vybudován protipovodňový val, podle některých návrhů po něm měla vést tramvajová trať k zoologické zahradě.

## Další názvy
- ostrov mezi Holešovicemi a Holešovičkami